# Monte Merlo
Il Monte Merlo è uno dei rilievi che attorniano la città di Castiglione delle Stiviere, in provincia di Mantova (Lombardia) ed è situato nella pianura padana, sui colli morenici del Lago di Garda.
Situata a Nord dell'abitato cittadino, la collina ha un'altezza massima di 111 m s.l.m. che la rendono il rilievo più alto della città. Ha svariate caratteristiche floro-faunistiche: prevalentemente dominata dal prato che occupa quasi interamente la sua lunghezza di 400 metri e larghezza di 250 circa, possiede anche l’habitat tipico morenico che è però localizzato più che altro lungo il versante esposto a Sud-Est, mentre solo una porzione a Nord è occupata da bosco. Arbusti ed alberi si trovano soprattutto alla base del monte, e invadono limitatamente il prato sul versante Sud-Est, e più significativamente su quello opposto (Nord-Ovest).
Le specie erbacee vegetali dominanti sono: Graminacee ubiquitarie, Chrysopogon gryllus, Centaurea sp., Peucedanum oreoselinum, Thlaspi perfoliatum e Echium vulgare, mentre le specie arbustive ed arboree sono Roverella, rosa canina, rovi, biancospino, orniello e  cearpino nero.
Il monte ha una pendenza compresa tra il 30 ed il 40% occupando quasi interamente la morena. Il tipo di suolo è MZB1/STS1 e TSI1, PDA1 e TIR1 con una tendenza evolutiva a bosco misto.

## Storia
Monte Merlo era uno dei capisaldi, insieme a Monte Fornace, tra i quali il Generale austriaco Stadion aveva previsto, la sera del 23 giugno 1859, lo schieramento della sua seconda linea, composta dalla Divisione Palffy, dopo aver occupato Castiglione delle Stiviere con la Divisione Sternberg.
Il giorno successivo, la Battaglia di Solferino e San Martino si svolse in modo diverso.